# M/F Endelave
M/F Endelave er en dansk færge, der besejler overfarten Endelave-Snaptun & nogle gange til Horsens, med hjemsted i Endelave. Færgen blev indsat i 1996 og afløste dermed den gamle færge, med samme navn, der havde sejlet overfarten siden 1982. Færgen medtager, på årsbasis, omkring 62.000 passagerer og 12.000 personbiler. Overfarten, mellem Snaptun og Endelave, er på en time, og der sejles ca 4 gange frem og tilbage .

## Ekstern henvisning
- the ferry site

- Wikimedia Commons har flere filer relateret til M/F Endelave

| Skib | Spire Denne artikel om skibe eller både er en spire som bør udbygges. Du er velkommen til at hjælpe Wikipedia ved at udvide den. |